# Kinesisk efedra
Kinesisk efedra, även känd som Ephedra sinica, är en kärlväxtart som beskrevs av Otto Stapf. Kinesisk efedra ingår i släktet efedraväxter, och familjen Ephedraceae. Inga underarter finns listade i Catalogue of Life.
Arten växer naturligt i torra sandiga habitat i Mongoliet, Ryssland (Burjatien, Tjita och Primorje) och Kina (provinserna (Gansu, Hebei, Heilongjiang, Jilin, Liaoning, Inre Mongoliet, Ningxia, Shaanxi och Shanxi).
Då växten kan användas för att framställa läkemedlet efedrin har efterfrågan vuxit starkt sedan 2000, vilket lett till att kinesisk efedra odlats på olika ställen i norra Kina. Detta har i sin tur bidragit till ökenspridning i regionen, då odlingen tunnat ut vegetationen i vad som tidigare var betesmark för getter.

## Bildgalleri

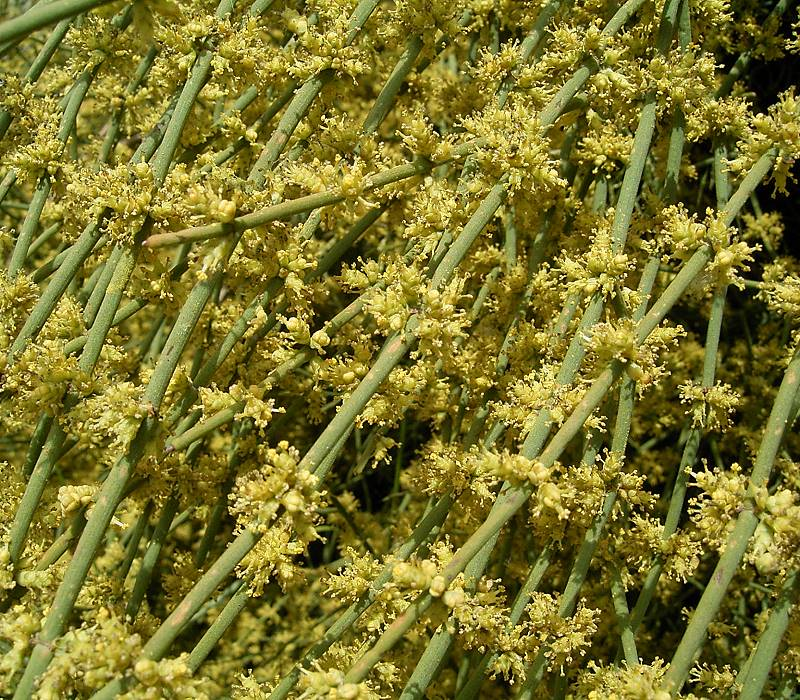
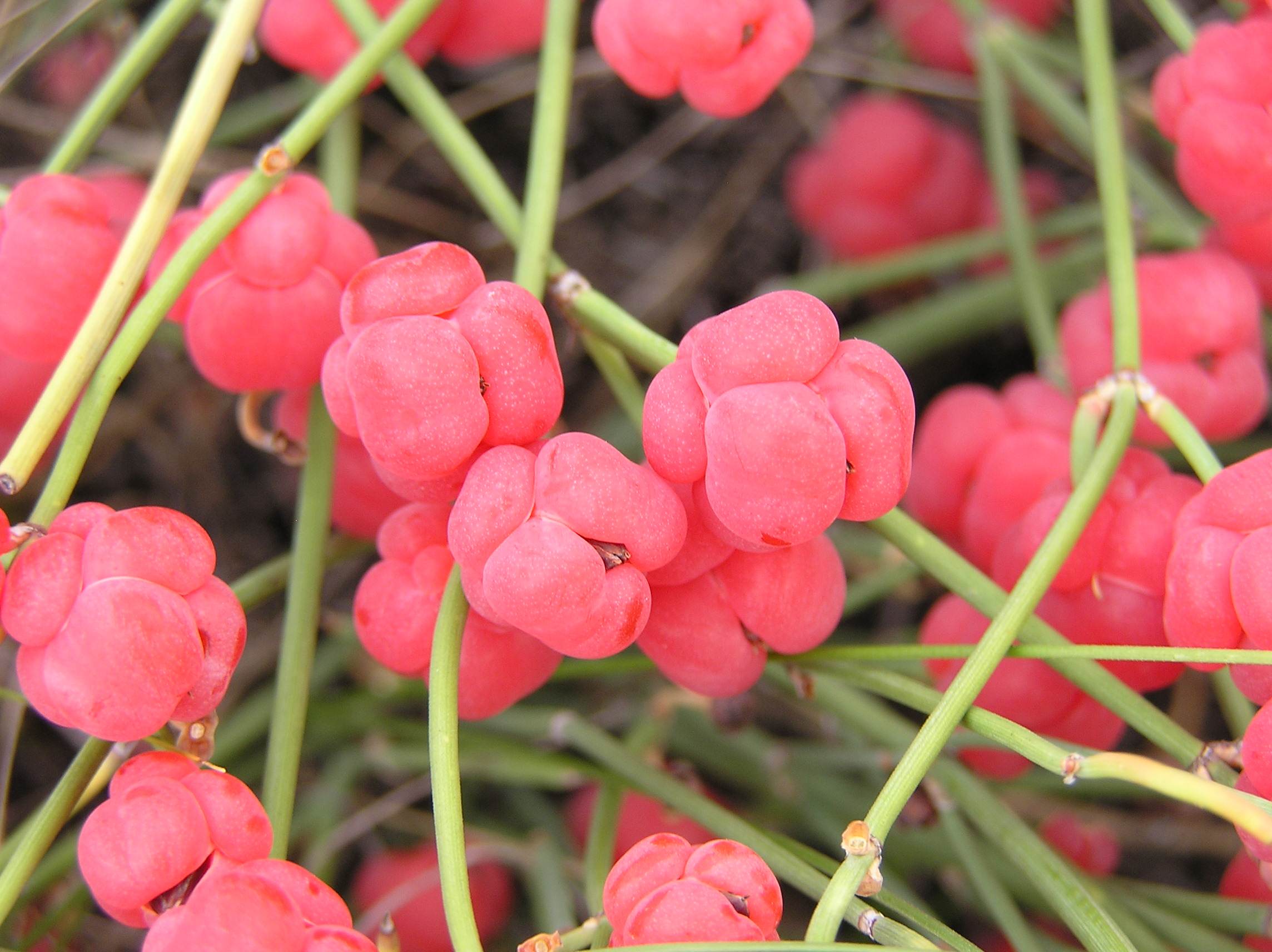
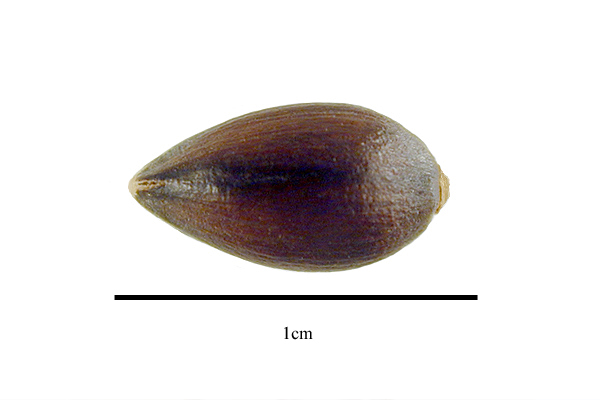
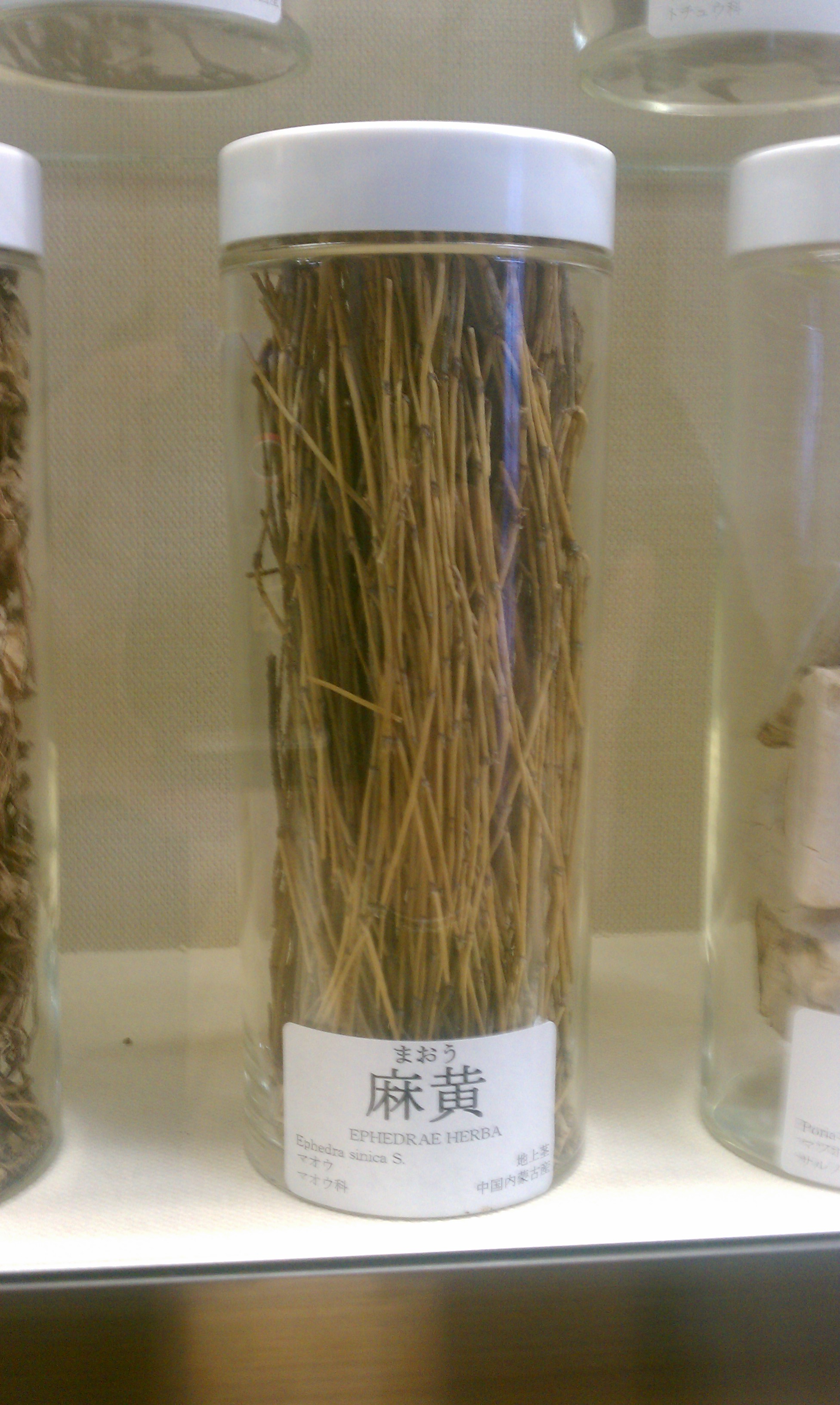